# チェ・ミンス
チェ・ミンス（최민수、漢字：崔民秀、1962年5月1日 - ）は韓国の俳優。身長180cm、体重は74kg。剣道4段。キリスト教徒。気が強いことで有名。
舞台『さまよう星』で1985年デビュー。映画には『神の息子』（1986年）で初登場。それ以後主に映画俳優として活躍する。
父親は元俳優・国会議員のチェ・ムリョンである。

## 主な出演作

### 映画
- 南部軍 愛と幻想のパルチザン（1990年）
- テロリスト 悲しき男に捧げる挽歌（1995年）
- サランヘヨ あなたに逢いたくて（1995年）
- インシャラ（1997年） - 北朝鮮外交員ハン・スンヨプ役
- ユリョン（1999年） - 潜水艦副艦長役
- リベラ・メ（2000年） - チョ・サンウ役
- イエスタデイ 沈黙の刻印（2002年）
- ソウル（2003年） - 日韓合作映画、キム・ヨンチョル役
- 清風明月（2003年）
- THE MYTH/神話（2005年） - 香港・中国合作映画、チェ将軍役
- 犬どろぼう完全計画（2014年）

### テレビドラマ
- 愛が何だ（1991年-1992年、MBC） - イ・テパル役
- 砂時計（1995年、SBS） - 時代背景によりヤクザにならざるを得なかった人物、パク・テス（박태수）役で主演
- 白夜（1998年、SBS） - クォン・テッヒョン役
- 太陽の南 -愛と復讐の果て-（2003年、SBS） - カン・ソンジェ役
- 漢江ブルース（2004年-2005年、MBC） - シン・リョル役
- 太王四神記（2007年、MBC） - 火天会の大長老役
- ロードナンバーワン（2010年、KBS） - ユン・サムス第二中隊長役
- ペク・ドンス（2011年、SBS） - 天 (チョン)役
- シンイ-信義-（2012年、SBS） - ムン・チフ赤月隊(隠密組織)隊長役
- ハッピーエンディング（2012年、JTBC） - キム・ドッス役
- 剣と花（2013年、KBS） - 淵蓋蘇文(ヨン・ゲソムン)役
- 傲慢と偏見（2014年-2015年、MBC） - ムン・ヒマン部長役
- テバク〜運命の瞬間〜（2016年、SBS） - 粛宗役
- カノジョは嘘を愛しすぎてる（2017年、tvN） - カン・イヌ役
- オー・マイ・ゴッド～私が突然ご令嬢!?～（2017年、MBC） - チャン・ダルグ（アリ伯爵）役
- 無法弁護士（2018年、tvN） -アン・オジュ役
- 人間レッスン（2020年、Netflix） - イ・ワンチョル役
- ナンバーズ：ビルの森の監視者たち（2023年、MBC） - ハン・ジェギュン役

## 受賞歴
- 第11 - 14･16回青龍映画賞 - 人気スター賞（第11回は男優助演賞を、第16回は男優主演賞を受賞）
- 第31･34･37回大鐘賞 - 男優主演賞
- 百想芸術大賞
  - 第25回 - 男子新人演技賞
  - 第28回 - 人気賞
  - 第29回 - 演技賞
  - 第31回 - 演技大賞
  - 第37回 - 最優秀男子演技賞
- SBS演技大賞
- 黄金撮影賞 - 最高人気賞
- 韓国放送大賞 - 演技大賞
- TVジャーナル大賞 - スター賞
- MBC演技大賞 - 黄金演技賞